# Veliki Petrič
Veliki Patrič (en serbe cyrillique : Велики Петрич) est une forteresse située au Kosovo, entre les villages de Nerodimja e Epërme/Gornje Nerodimlje et Nerodimqa e Ultë/Donje Nerodimlje, dans la commune/municipalité de Ferizaj/Uroševac, district d'Uroševac (MINUK) ou district de Kosovo (Serbie). Elle figure sur la liste des monuments culturels d'importance exceptionnelle de la République de Serbie.

## Présentation
Construite au XIVe siècle en même temps que sa voisine de Mali Petrič, la forteresse était destinée à défendre l'ensemble palatial de Nerodimlje, à l'ouest de Ferizaj/Uroševac. Après la victoire de Stefan Dušan (roi de 1331 à 1346 ; empereur de 1346 à 1355) lors de la bataille de Nerodimlje en 1331, son adversaire Stefan Dečanski (1322—1331) se réfugia dans la forteresse de Veliki ou de Mali Patrič mais, assiégé, il fut contraint de se rendre.
Veliki Petrič domine les rivières Mala reka et Golema reka qui se rejoignent à cet endroit pour former la rivière Nerodimka. Elle s'élève à une altitude moyenne de 1 050 m, avec un son point le plus situé à 903 m et son point le plus élevé à 1 139 m.
La forteresse prend la forme d'un ovale allongé dans le sens de sud-nord, avec son extrémité nord qui s'avance au-dessus de la gorge formée par les rivières, tandis que l'est et l'ouest dominent des pentes escarpées. L'accès sud est protégé par un fossé sec et défendu par une tour carrée. Une autre tour, de dimension plus modeste, avec une largeur d'environ 4,2 m, protège le rempart à l'est et à l'ouest. Un donjon circulaire se dresse dans la partie nord de la forteresse, avec un diamètre de 9 m et des murs dont l'épaisseur varie de 1,5 m à 1,8 m. Du nord au sud, la forteresse mesure entre 180 m et 200 m, pour une largeur d'environ 80 m.